# سیارک ۸۸۵۷
سیارک ۸۸۵۷ (به انگلیسی: 8857 Cercidiphyllum، نامگذاری:1991PA7) هشت هزار و هشتصد و پنجاه و هفتمین سیارک کشف شده‌است که در ۶ اوت ۱۹۹۱ کشف شد.
قدر مطلق سیارک برابر ۱۴٫۷۰ است.